# Nicolaaskerk (Schalsum)
De Nicolaaskerk van Schalsum is een kerkgebouw in de gemeente Waadhoeke in de Nederlandse provincie Friesland. Het kerkgebouw is een rijksmonument en is eigendom van de Stichting Alde Fryske Tsjerken.

## Geschiedenis
De eenbeukige kerk uit de 13e eeuw, oorspronkelijk gewijd aan Nicolaas van Myra, heeft een halfrond gesloten koor en een vlakopgaande toren (14e eeuw) met balustrade en ingesnoerde spits. In de 16e eeuw kreeg de kerk een nieuwe kap met houten tongewelf. De zuidgevel heeft steunberen. De noordgevel is in de 19e eeuw vernieuwd. In de muren zitten rondboog- en spitsboogvensters. De preekstoel dateert uit 1711. Het orgel uit 1862 is gebouwd door L. van Dam & Zonen.

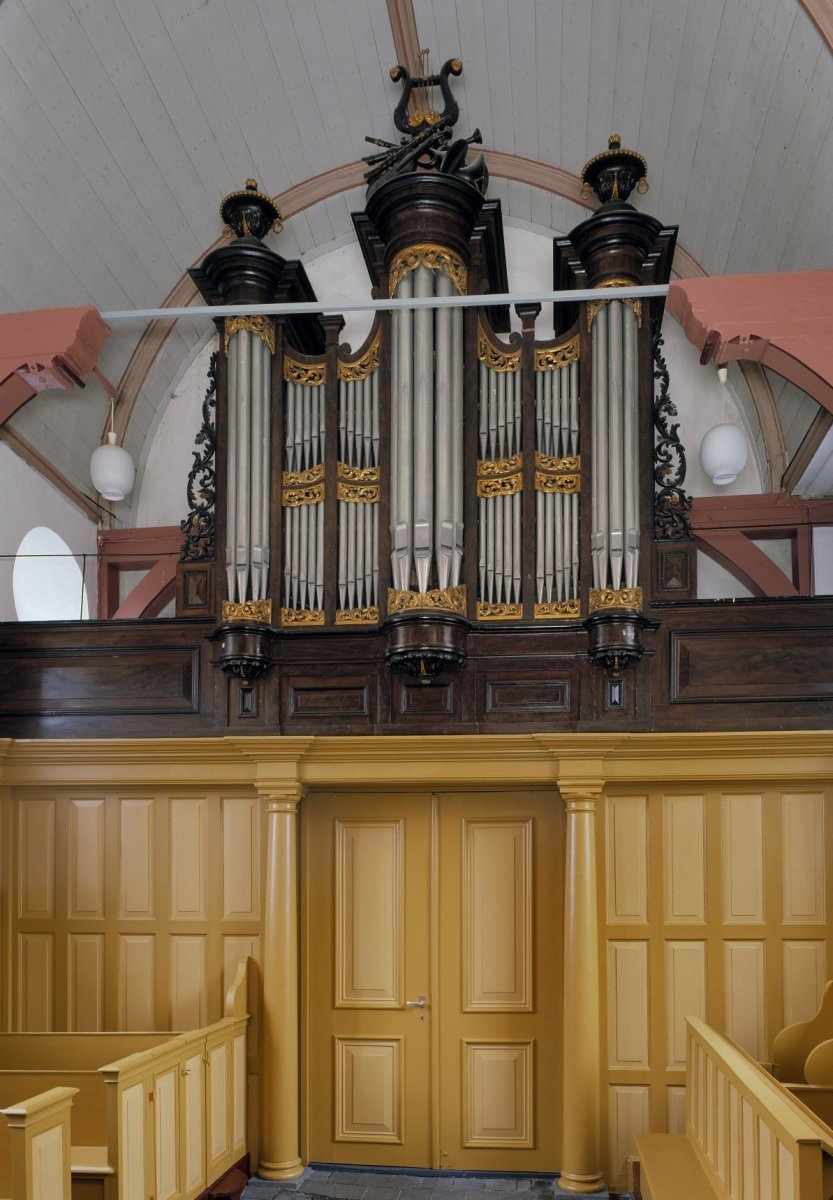
Interieur met orgel (2000)
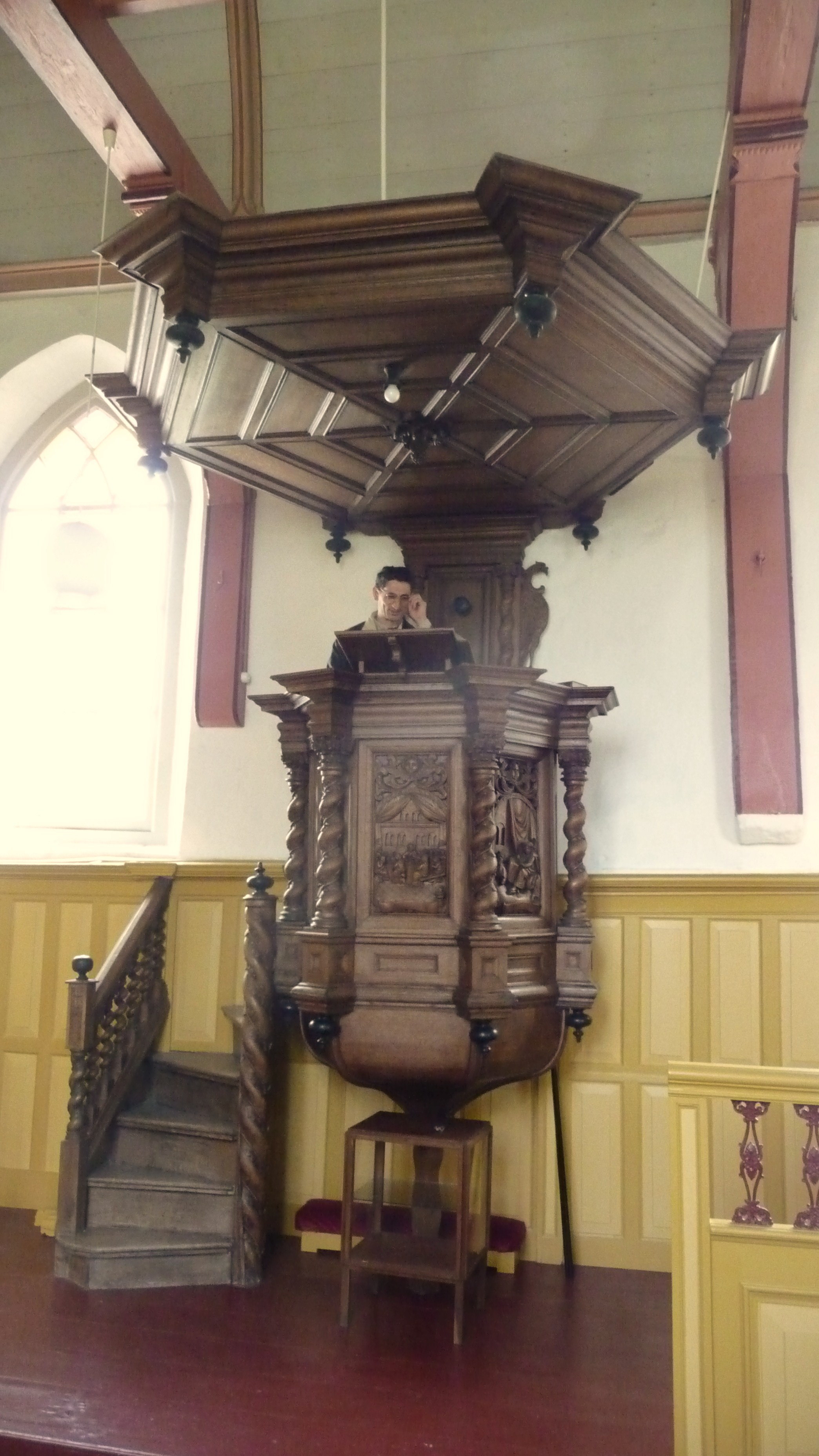
Preekstoel (2010)
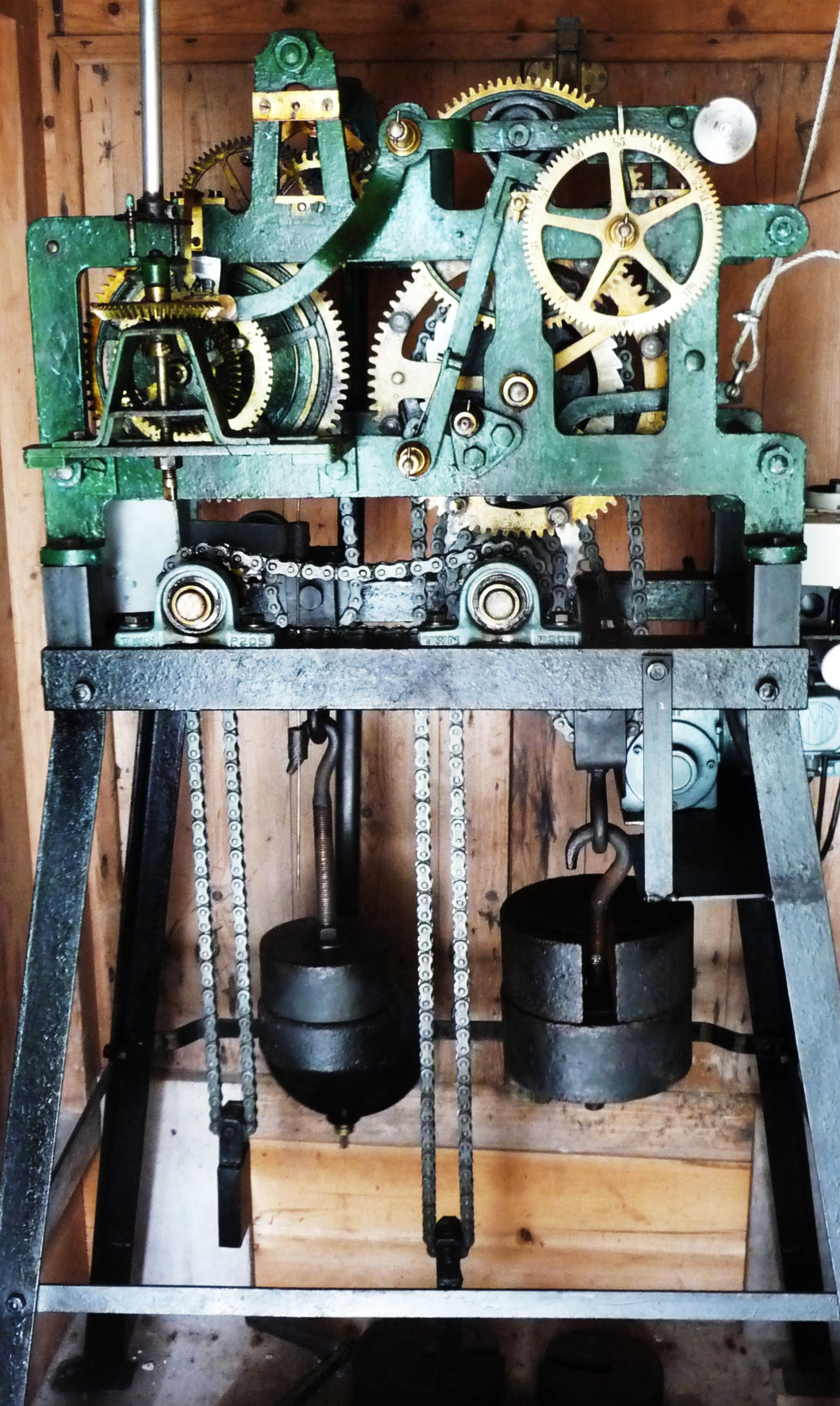
Torenuurwerk (2010)